# Bosco Tramazzone
Bosco Tramazzone este o arie protejată (arie specială de conservare — SAC, sit de importanță comunitară — SCI) din Italia întinsă pe o suprafață de 4.406 ha, din care 95 % marine.

## Localizare
Centrul sitului Bosco Tramazzone este situat la coordonatele 40°34′40″N 18°04′32″E / 40.577778°N 18.075556°E.

## Înființare
Situl Bosco Tramazzone a fost declarat sit de importanță comunitară în iunie 1995 pentru a proteja 3 specii de animale. Situl a fost protejat și ca arie specială de conservare în martie 2018.

## Biodiversitate
Situată în ecoregiunea mediteraneană, aria protejată conține 1 habitat natural: Păduri de Quercus ilex și Quercus rotundifolia.
La baza desemnării sitului se află mai multe specii protejate:
- nevertebrate (1): Melanargia arge
- reptile (2): șarpele cu patru dungi (Elaphe quatuorlineata), elaphe situla (Zamenis situla)

Pe lângă speciile protejate, pe teritoriul sitului au mai fost identificate 7 specii de plante, 3 specii de reptile.